# К-145
К-145 — советская атомная подводная лодка проекта 658, 701, заводской № 906.

## История
Заложена 21 января 1961 года на стапеле цеха № 50 Северного машиностроительного предприятия. Спущена на воду 30 мая 1962 года. С 11 июня по 4 октября 1962 года на лодке были проведены швартовные испытания оборудования и механизмов. Заводские ходовые испытания проводились в период с 5 по 10 октября 1962 года. Государственные испытания проходили с 8 по 23 октября 1962 года. 23 октября 1962 года Государственная комиссия подписала акт о завершении государственных испытаний К-145.
Включена в состав Северного флота 14 ноября 1962 года, зачислена в состав 31-й дивизии 1-й флотилии подводных лодок с местом базирования в Западной Лице. Первым командиром К-145 был назначен капитан 2 ранга Гришечкин А. И.
В 1963 — 1965 годах лодка отрабатывала задачи боевой подготовки.
15 февраля 1965 года К-145 была переведена в состав 31-й дивизии 12-й эскадры подводных лодок с местом базирования в Ягельной губе.
В 1965 году началось переоборудование «К-145» в экспериментальную ПЛАРБ с целью установки на ней 6 баллистических ракет с межконтинентальной дальностью стрельбы комплекса Д-9 с подводным стартом и проведения лётно-конструкторских испытаний этого ракетного комплекса. С декабря 1965 года лодка находилась в текущем ремонте на Северном Машиностроительном Предприятии. В процессе ремонта на субмарине были заменены парогенераторы и было произведено переоборудование её по проекту 701.
С августа 1970 года по ноябрь 1972 года на К-145 производились испытания нового ракетного комплекса Д-9. Первый запуск ракеты был произведён 25 декабря 1971 года. В целом испытания ракетного комплекса прошли успешно и 12 марта 1974 года комплекс Д-9 был принят на вооружение.
С ноября 1972 года по декабрь 1976 года К-145 проходила средний ремонт и дооборудование в боевой корабль на Северном Машиностроительном Предприятии.
19 декабря 1976 года К-145 была зачислена в состав 18-й дивизии 11-й флотилии подводных лодок с местом базирования в Гремиху.
В 1977 — 1978 годах ПЛАРБ находилась в боевом дежурстве и отрабатывала задачи боевой подготовки в море и в базе.
В кампанию 1979 — 1980 годов К-145 выполнила два автономных похода на боевую службу.
В период с марта по июнь 1979 года на лодке была произведена перезарядка активных зон реакторов.
В 1984 — 1989 годах К-145 находилась в боевом дежурстве и отрабатывала задачи боевой подготовки в море и в базе.
14 марта 1989 года лодка была выведена из боевого состава ВМФ.
Всего с момента спуска на воду К-145 прошла 83170 морских миль за 11798 ходовых часов.
С 1988 года по 2002 год лодка находилась в пункте временного хранения на плаву на отстое.
По состоянию на 2002 год лодка проходила утилизацию на судоремонтном заводе №35 в Росте. 

## Интересные факты
Из-за большой мощности ракет и размещения их в один ряд К-145 после переоборудования по проекту 701 имела на флоте прозвище «термоядерный забор». 